# Große Antillen-Langzungenfledermaus

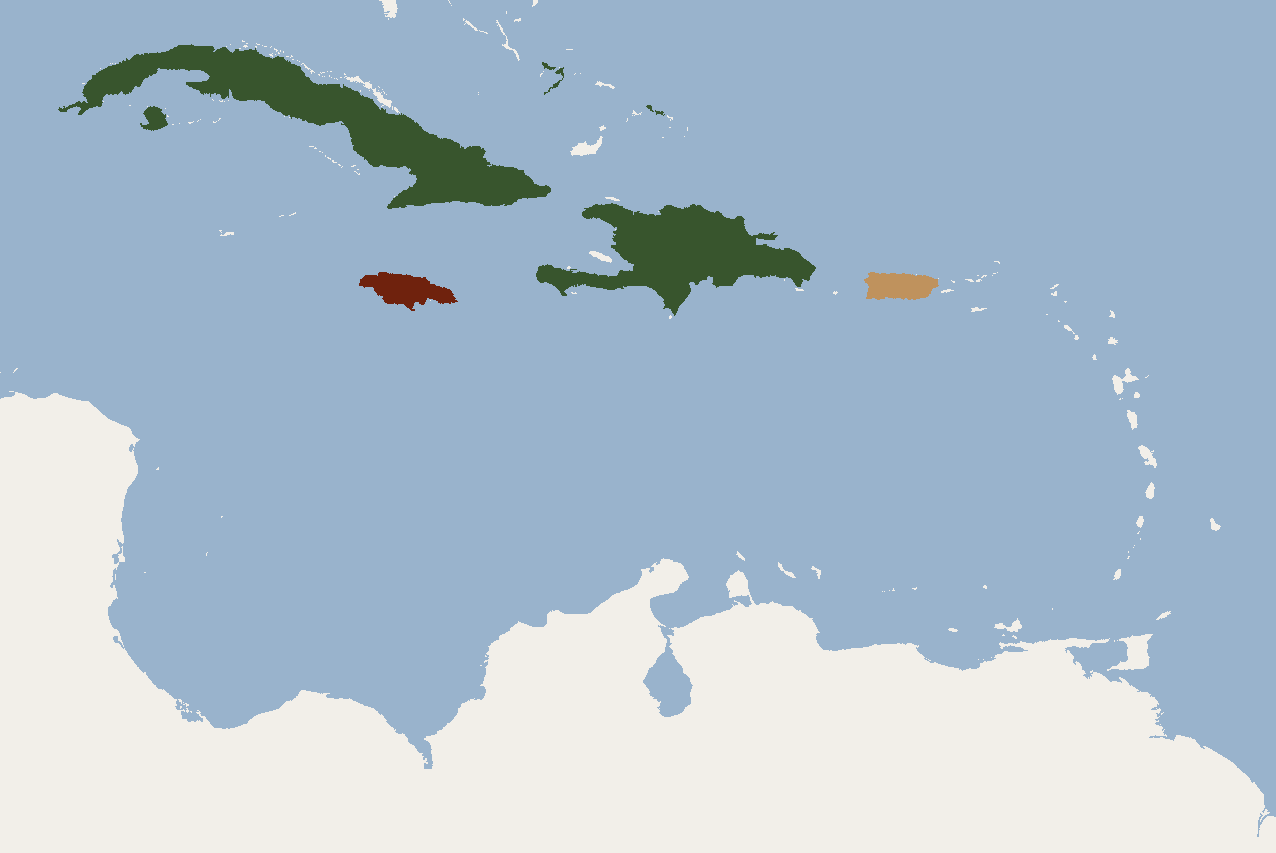
Verbreitungsgebiet, Unterarten mit unterschiedlicher Färbung

Die Große Antillen-Langzungenfledermaus (Monophyllus redmani) ist ein in der Karibik verbreitetes Fledertier in der Unterfamilie der Blütenfledermäuse. Sie bildet zusammen mit der Kleine Antillen-Langzungenfledermaus (Monophyllus plethodon) die Gattung Monophyllus. Das Typusexemplar stammt von Jamaika. Es wurde William Elford Leach von einer Person namens R. S. Redman übergeben, die mit dem Artzusatz geehrt wurde.

## Merkmale
Erwachsene Exemplare erreichen mit Schwanz eine Gesamtlänge von 58 bis 80 mm, eine Schwanzlänge von 7 bis 11 mm und eine Unterarmlänge von 35 bis 43 mm mit Variationen zwischen den verschiedenen Inselpopulationen. Die Hinterfüße sind 9 bis 14 mm lang und die Länge der Ohren beträgt ebenfalls 9 bis 14 mm. Neben der abweichenden Verbreitung der beiden Gattungsmitglieder ist bei dieser Art die Lücke (Diastema) zwischen den oberen Prämolaren deutlicher. Beide Arten besitzen sehr kleine untere Schneidezähne und die Schwanzspitze ragt aus der Schwanzflughaut heraus. Die Zahnformel lautet I 2/2, C 1/1, P 2/3, M 3/3, was 34 Zähne im Gebiss ergibt. Manche Individuen verlieren ihre unteren Schneidezähne im Laufe des Lebens. Das Fell ist überwiegend braun gefärbt mit einigen helleren oder grauen Tönungen.

## Verbreitung und Lebensweise
Diese Fledermaus kommt auf den südlichen Bahamas und auf den Großen Antillen bis Jamaika und Puerto Rico vor. Die Populationen auf den Bahamas, Kuba und Hispaniola beziehungsweise auf Puerto Rico werden oft als Unterarten M. r. clinedaphus beziehungsweise M. r. portoricensis gelistet. Die Große Antillen-Langzungenfledermaus besucht alle Habitate der Inselgruppe.
Große Kolonien mit mehreren hundert oder tausend Mitgliedern ruhen am Tage in Höhlen. In Haiti herrschte in einer Höhle große Feuchtigkeit. In den gleichen Höhlen können sich Gruppen der Antillen-Kinnblattfledermaus, der Schnurrbärtigen Fledermaus, der MacLeay-Schnurrbartfledermaus oder der Kuba-Blütenfledermaus aufhalten, jedoch gibt es keine gemischten Gruppen. Die Nahrungssuche beginnt nach Eintreffen der Dunkelheit. Diese Fledermaus frisst vorwiegend Nektar und Pollen von Baum- oder Kaktusblüten, die mit weichen Früchten und Insekten komplettiert werden. Trächtige Weibchen mit einem Embryo wurden auf unterschiedlichen Inseln zu unterschiedlichen Zeiten gefunden. Vermutlich kommen pro Jahr zwei Paarungszeiten vor oder die Fortpflanzung findet über das gesamte Jahr statt.

## Gefährdung
Störungen an den Ruheplätzen können sich negativ auf den Bestand auswirken. In der Region treten häufig Stürme auf, die viele Exemplare töten können. Die Gesamtpopulation gilt als stabil. Die IUCN listet die Große Antillen-Langzungenfledermaus als nicht gefährdet (least concern).